# Prinz-Mohammed-Stadion
Das Prinz-Mohammed-Stadion (arabisch ستاد الأمير محمد, DMG Stād al-Amīr Muḥammad) ist ein Fußballstadion mit Leichtathletikanlage in der zweitgrößten jordanischen Stadt Zarqa, die nordöstlich an die Hauptstadt Amman grenzt. Die Anlage bietet Platz für 17.000 Zuschauer.

## Geschichte
Es war eine von vier Spielstätten der U-17-Fußball-Weltmeisterschaft der Frauen 2016, insgesamt wurden dabei im Prinz-Mohammed-Stadion sechs Partie der Vorrunde ausgetragen. Das 1999 eingeweihte Stadion bot zur Zeit der U-17-Fußball-Weltmeisterschaft der Frauen 2016 Platz für 11.402 Zuschauer.